# Jörg-Uwe Hahn
Jörg-Uwe Hahn, né le 21 septembre 1956 à Cassel, est un homme politique allemand membre du Parti libéral-démocrate (FDP).
Il a été vice-ministre-président et ministre de la Justice de la Hesse.

## Biographie
Il obtient son Abitur en 1975 à Friedberg (Hessen), puis suit des études de droit à l'Université Johann Wolfgang Goethe de Francfort-sur-le-Main, qu'il achève en passant avec succès son premier examen juridique d'État en 1980. Après trois ans de stage, il réussit son second examen juridique en 1983 et s'installe comme avocat à Francfort-sur-le-Main. Il cesse d'exercer en février 2009.
Évangélique, il est marié et père de deux enfants.

## Parcours politique

### Au sein du FDP
En 1973, il rejoint le Parti libéral-démocrate (FDP) et les Jeunes démocrates allemands (DJD). Il est élu membre du comité directeur du parti en Hesse en 1982, puis de sa présidence cinq ans plus tard.
Il prend la tête du FDP dans l'arrondissement de Wetterau en 1990, et quitte la présidence régionale l'année suivante. Il la réintègre en 1995. Quatre ans plus tard, il renonce à la direction du parti dans son arrondissement, mais la retrouve entre 2004 et 2006.
Élu au comité directeur fédéral du FDP en mai 2002, Jörg-Uwe Hahn est porté à la présidence régionale du parti en Hesse le 23 avril 2005.

### Au sein des institutions
Il est élu député au Landtag de Hesse en 1987. Deux ans plus tard, il est désigné vice-président du groupe FDP jusqu'en mars 1996. À ce moment, il devient coordinateur parlementaire des députés libéraux.
En avril 1999, il prend la présidence du groupe parlementaire libéral-démocrate, puis est élu député à l'assemblée de l'arrondissement de Wetterau en 2001.
Aux élections régionales du 18 janvier 2009, il est chef de file du FDP. Le jour du scrutin, son parti obtient 16 % des voix et 20 sièges sur 110, ce qui lui permet de former une coalition noire-jaune avec la CDU de Roland Koch. Le 5 février suivant, Jörg-Uwe Hahn est nommé vice-ministre-président et ministre de la Justice, de l'Intégration et des Affaires européennes de Hesse.
À la suite de la déroute du FDP aux élections régionales du 22 septembre 2013, qui tombe à 5 % pile, échappant de peu à l'exclusion du Landtag de Hesse, il quitte le gouvernement le 18 janvier 2014.
En tant que délégué régional, il participe à toutes les élections présidentielles depuis celle de 1994.